# Belciugatele (gmina)
Belciugatele – gmina w Rumunii, w okręgu Călărași. Obejmuje miejscowości Belciugatele, Cândeasca, Cojești, Mataraua i Măriuța. W 2011 roku liczyła 2484 mieszkańców. 